# Halone
Genre
Halone est un genre de lépidoptères (papillons) de la famille des Erebidae et de la sous-famille des Arctiinae. Ses espèces sont originaires d'Océanie et d'Asie du Sud-Est.

## Liste des espèces
Selon FUNET Tree of Life (30 octobre 2020) :
- Halone ariadna Bucsek, 2012
- Halone bifornica Bucsek, 2012
- Halone consolatrix (Rosenstock, 1885)
- Halone coryphoea Hampson, 1914
- Halone diffusifascia (Swinhoe, 1896)
- Halone dissimulata Bucsek, 2012
- Halone ebaea Hampson, 1914
- Halone epiopsis Turner, 1940
- Halone flavescens (Hampson, 1898)
- Halone flavinigra Hampson, 1907
- Halone furcifascia Hampson, 1914
- Halone hollowayi Bae & Bayarsaikhan, 2019
- Halone interspersa (Lucas, 1890)
- Halone iuguma Bucsek
- Halone marketae Bucsek
- Halone oblimarea Bucsek, 2012
- Halone ophiodes (Meyrick, 1886)
- Halone pillea Bucsek, 2012
- Halone prosenes Turner, 1940
- Halone pteridaula (Turner, 1922)
- Halone sejuncta (Felder & Rogenhofer, 1875)
- Halone servilis (Meyrick, 1886)
- Halone sinuata (Wallengren, 1860)
- Halone sobria Walker, 1854
- Halone solitus Bucsek
- Halone straturata Cerný, 2009
- Halone viktorai Bucsek